# Linamarine
Linamarine is een cyanogeen glycoside, dat uit bladeren of wortels van planten gewonnen kan worden, zoals de cassave of vlas. Het aglycon van de verbinding is het cyanohydrine van aceton en het suikergedeelte bestaat uit glucose. Een chemisch nauw met linamarine verwant glycoside is lotaustraline, waarin een net iets ander aglycon voorkomt.
In contact met enzymen en de menselijke darmflora wordt uit linamarine het zeer giftige blauwzuur vrijgemaakt. Voedingsmiddelen waarin linamarine voorkomt dienen dan ook speciaal behandeld te worden, zodat ze ontgift worden. Op deze wijze opgenomen linamarine wordt snel via de nieren in de urine uitgescheiden zonder dat het tot een acute vergiftiging komt.
De consumptie van cassaveproducten (maniok), waarin linamarine voorkomt, is in de tropen wijdverbreid. Daarmee is in die gebieden ook het te kort behandelen van cassavewortel met een hoog linamarinegehalte de veelvoorkomend reden voor voedingsmiddel gerelateerde vergiftiging.
Het via het voedsel opgenomen linamarine werd als een risicofactor aangemerkt in de ontwikkeling van glucose-intolerantie en diabetes. Dit kon echter in dierexperimenten niet eenduidig aangetoond worden. Tegenwoordig gaat men ervan uit dat linamarine weliswaar bestaande ziekten erger maakt, maar deze niet veroorzaakt.
De vorming van blauwzuur uit linamarine is normaal gesproken een enzymatisch gestuurd proces: linamarase, dat zich in de celwand van de planten bevindt, speelt hier de centrale rol. Bij de verwerking van casava tot voedingsmiddel wordt het vergif door bleken in zonlicht, koken (blauwzuur is vluchtig) en fermentatie verwijderd. Op deze manier worden producten zoals garri, fufu en agbelima uit cassave bereid.
Met behulp van gentechnologie is het mogelijk gebleken het gehalte aan linamarine in de cassave te verlagen.